# Меланија Габјадини
Меланија Габјадини (итал. Melania Gabbiadini; Калчинате, 28. август 1983) бивша је италијанска фудбалерка која је играла на позицији нападача.
Највећи део каријере провела је играјући за Верону. За репрезентацију Италије наступала је на четири Европска првенства. Четири пута је изабрана за фудбалерку године Серије А.
Њен млађи брат Маноло такође је професионални фудбалер.

## Трофеји
Верона
- Серија А: 2004/05, 2006/07, 2007/08, 2008/09, 2014/15.
- Куп Италије: 2005/06, 2006/07.
- Суперкуп Италије: 2005, 2007, 2008.